# Estella Agsteribbe
Estella Agsteribbe, née le 6 avril 1909 à Amsterdam (Pays-Bas) et morte le 17 septembre 1943 à Auschwitz (Pologne), est une gymnaste artistique néerlandaise.

## Biographie
Estella Agsteribbe remporte aux Jeux olympiques d'été de 1928 à Amsterdam la médaille d'or du concours général par équipes féminin avec Elka de Levie, Helena Nordheim, Anna Polak, Judikje Simons, Jacoba Stelma, Jacomina van den Berg, Alida van den Bos, Anna van der Vegt, Petronella van Randwijk, Petronella Burgerhof et Hendrika van Rumt.
Cinq gymnastes de cette équipe (Estella Agsteribbe, Elka de Levie, Helena Nordheim, Anna Polak et Judikje Simons) ainsi que l'entraîneur Gerrit Kleerekoper sont juifs ; seule Elka de Levie survivra à l'occupation nazie.
Estella Agsteribbe est tuée avec son mari et ses deux enfants au camp d'extermination d'Auschwitz en septembre 1943.